# Perdita pallida
Perdita pallida (лат.) — вид пчел рода Perdita из семейства Andrenidae.

## Распространение
Северная Америка (США, Калифорния).

## Описание
Мелкие пчёлы (самки длиной 8—9 мм, самцы имеют длину 6—7 мм). Ночные перепончатокрылые с крупными глазами и оцеллиями. Крылья с двумя субмаргинальными ячейками. Маргинальная ячейка короткая, примерно равна птеростигме. Язычок довольно короткий, заострённый на вершине. Нижнегубные щупики короткие. У самок на конце брюшка развито пигидальное поле (пигидиум, или тергит 7-го абдоминального сегмента). Обитают в ксерофильных биотопах, гнездятся в почве. Включены в подрод Xerophasma. Вид был впервые описан в 1954 году американским гименоптерологом Филипом Хантером Тимберлейком (P.H. Timberlake, 1883—1981).